# Участковый Чычын
«Участковый Чычын» (абх. Ацуҭа милициа Чычын) — абхазский телесериал, повествующий о жизни участкового милиционера Чычына в вымышленном абхазском селе Кумпыл-куап, что в переводе означает «Круглая точка».
С 2021 года транслируется по телевидению и через YouTube, эпизоды продолжают выпускаться по сей день.

## Сюжет
1 эпизод:
Сюжет первого эпизода повествует о том, как тритагонист, весёлый и жизнерадостный старик Андрюшка, обращается к главному герою милиционеру Чычыну с заявлением на своих соседей:
Мишу, Чынчу, Толика и Аркадия, которые подозреваются им в краже коровы по имени Анюта. Чычын неохотно опрашивает четверых подозреваемых в преддверии наступления Нового года (что согласно абхазскому менталитету крайне неправильно), но тем временем выясняется, что корова не терялась и Батал уже пригнал её из лесу. Об этом от главы администрации села узнаёт Андрюшка, но Чычыну об этом не сообщает, решая его разыграть, и всё это время Чычын пытается найти уже вернувшуюся к Андрюшке корову.

## Посыл
На «апсуа.тв» говорилось, что сериал учит доброте, порядочности, любви и позитивному отношению к жизни.
Сериал прекрасно передает менталитет абхазского народа со своим юмором и традициями.
Сериал был продемонстрирован солдатам ВС Абхазии.